# Andrej Martynov
Andrej Vasiljevitj Martynov (ryska: Андрей Васильевич Мартынов), född 21 augusti (gamla stilen: 9 augusti) 1879 i Rjazan, död 29 januari 1938 i Moskva, var en rysk entomolog och paleontolog och en av grundarna av den ryska paleoentomologiska skolan. Ursprungligen var han intresserad av nattsländor och kräftdjur, men senare valde han att särskilt inrikta sig på att studera den omfattande mängd fossila avtryck från insekter som förekom i fossilavlagringarna på det då nybildade Sovjetunionens territorium (till exempel i Karatau och Sajanbergen). För att avgöra vad det var för fossila insekter han hittade jämförde han dessas form och uppbyggnad med senare levande arters. Hans beskrivning av de evolutionära relationernas betydelse för klassificeringen av olika insekter gjorde honom till en pionjär inom detta område. Många av hans synpunkter accepteras alltjämt som grundläggande inom modern entomologisk forskning.  